# Штауд, Иоханнес Мария
Иоханнес Мария Штауд (нем. Johannes Maria Staud; род. 17 августа 1974, Молжовия) — австрийский композитор.

## Биография
В 1994—2001 учился в Венской консерватории у Микаэля Жарреля, затем в Берлинской Высшей школе музыки.

## Избранные произведения
- Bewegungen для фортепиано соло (1996)
- Die Ebene для чтеца и ансамбля на текст Ханса Арпа (1997)
- Dichotomie для струнного квартета (1997—1998)
- Black Moon для бас-кларнета соло (1998)
- Vielleicht zunächst wirklich nur для сопрано и шести инструментов (1999)
- der kleinste abstand zwischen zwei gegenständen для 16 голосов à cappella (1999)
- … gleichsam als ob… для оркестра (1999—2000)
- Incipit для тромбона и 5 инструментов (2001)
- A map is not the territory для ансамбля (2001)
- Polygon для фортепиано и оркестра (2002)
- Configurations/ Reflet для 8 инструментов (2002)
- Berenice, опера, либретто Дурса Грюнбайна по Э. А.По (2004)
- Apeiron для большого оркестра (2004—2005)
- Peras для фортепиано соло (2004—2005)
- Arie am Rand alter Bücher для баритона, фортепиано, бамбуковых колокольчиков и магнитофонной ленты на текст Д.Грюнбайна (2005)
- Violent Incidents (Посвящается Брюсу Науману) для саксофона, духовых и двух перкуссионистов (2005)
- Incipit III для тромбона, струнного оркестра, двух валторн и перкуссии (2005)
- Segue для виолончели и оркестра (2006)
- Portugal для перкуссии соло (2006)
- One Movement and Five Miniatures для клавесина, живой электроники и ансамбля (2006—2007)
- Sydenham для флейты, альта и арфы (2007)
- Für Bálint András Varga, 10 миниатюр для скрипки, виолончели и фортепиано (2007)
- Lagrein для скрипки, кларнета, виолончели и фортепиано (2008)
- Über trügerische Stadtpläne und die Versuchungen der Winternächte (Dichotomie II) для струнного квартета и оркестра (2008-2009)
- On Comparative Meteorology для оркестра (2010)
- Contrebande (On Comparative Meteorology II) (2010)
- Tondo, прелюдия для оркестра (2010)

## Исполнение
Произведения Штауда исполняли Берлинский филармонический оркестр, Венский филармонический оркестр, Кливлендский оркестр под руководством Рикардо Шайи, Саймона Рэттла, Даниэля Баренбойма и др.